# 詹保罗·卡兰基尼
詹保罗·卡兰基尼（義大利語：Giampaolo Calanchini，1937年2月4日—2007年3月19日），意大利击剑运动员。他曾代表意大利参加1960年和1964年夏季奥林匹克运动会击剑比赛。